# Thietmar I
Thietmar I (ur. ?, zm. 979) – margrabia Miśni od 976 roku.
Mąż Swanhildy, córki wielmoży saskiego, Hermana Billunga. Po śmierci Thietmara Swanhildę pojął za żonę Ekkehard I.